# Gazette de Berne
Die Gazette de Berne erschien von 1689 bis 1798. Offiziell hiess die in Bern erscheinende Zeitung von 1689 bis 1787 Nouvelles de divers endroits und von 1788 bis 1798 Nouvelles politiques, bekannt aber war sie als Gazette de Berne.

## Inhalte

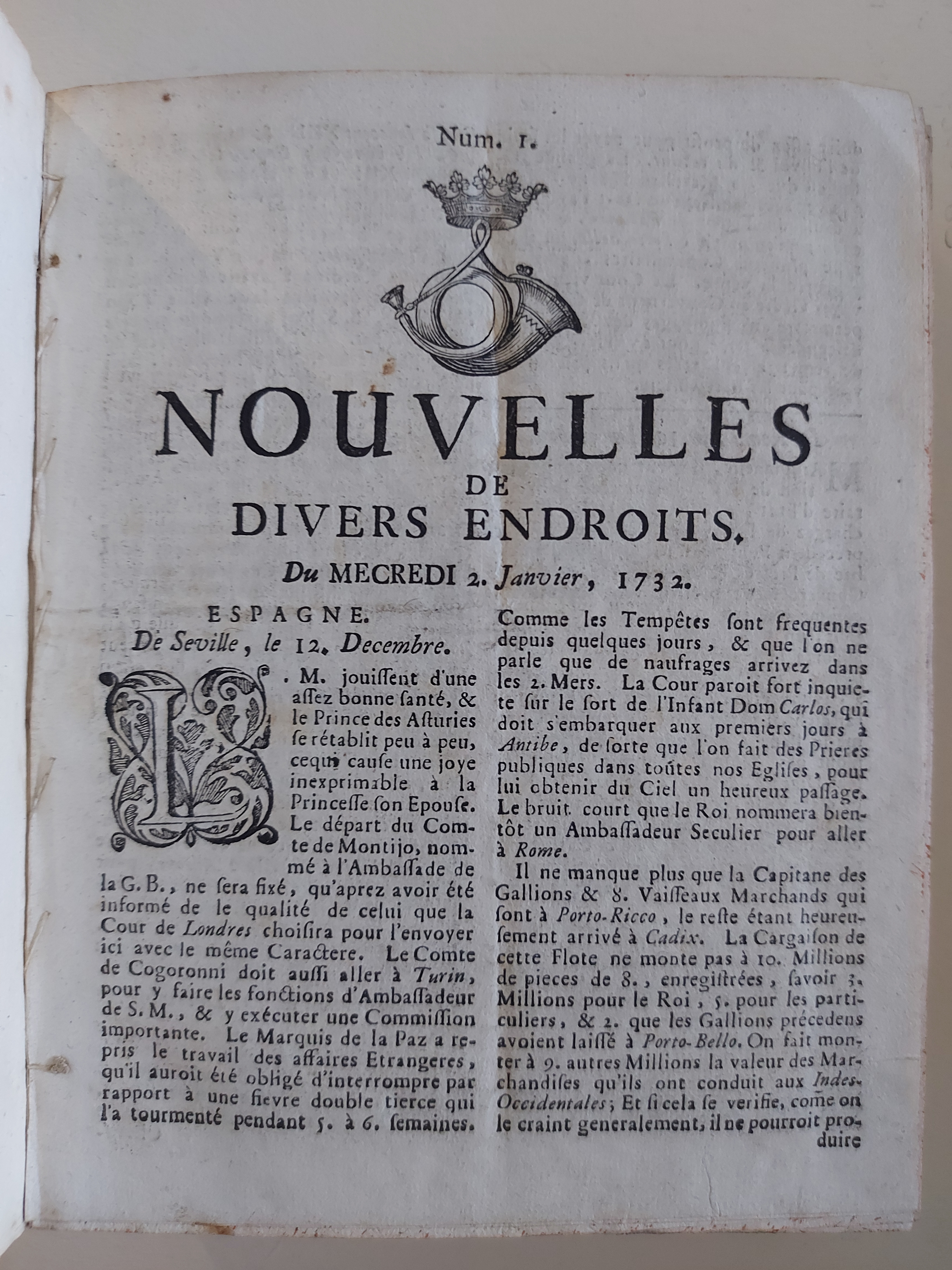
2. Januar 1732

Die Gazette de Berne wollte die politischen Kreise Berns mit den wichtigsten Vorgängen des Auslandes bekannt machen. Den Hauptbestandteil bilden Korrespondenzen aus vielen Gegenden der Welt mit einem Schwergewicht auf der Berichterstattung aus Paris und London. Die Gazette nahm eine kritische Position gegenüber der Politik Frankreichs ein; erst nach der französischen Revolution sympathisierte sie mit dem neuen Regime im Nachbarland. Wiederholt beschwerte sich der französische Gesandte in der Schweiz daher bei der Berner Regierung über Berichte der Gazette.
Nur vereinzelt wurden politisch unverfängliche Nachrichten aus Bern oder der Eidgenossenschaft publiziert. Dies hängt auch damit zusammen, dass die obrigkeitliche Zensur besonders bei unliebsamen Berichten über Ereignisse aus dem eigenen Territorium eingriff. Durch den Abdruck von Ereignisberichten von Korrespondenten aus weit entfernten Städten lag in der Regel eine grössere Zeitspanne zwischen einem Ereignis und dessen Bekanntwerden. Bei schlechtem Wetter oder schwierigen Strassenverhältnissen blieb die Post manchmal aus; die Neuigkeiten kamen in diesem Fall erst mit Verspätung in Bern an. Die Redaktion arbeitete auch mit Nachrichten ausländischer Zeitungen, die sie neu zusammenstellte.
Der Umfang der einzelnen Ausgaben betrug vier oder acht Seiten. Die Berichte trugen die Titel der Stadt, aus der sie stammten. Im 18. Jahrhundert enthielt die Zeitung einzelne Inserate, die auf die Oberschicht ausgerichtet waren. So erschienen Verkaufsangebote für Häuser, Empfehlungen von Gasthöfen oder die Ankündigung neuer Bücher. Nach der französischen Revolution berichtete die Gazette ausführlich über die Ereignisse in Paris. Auch über die Aufklärer Rousseau und Voltaire berichtete das Blatt wiederholt.

## Geschichte

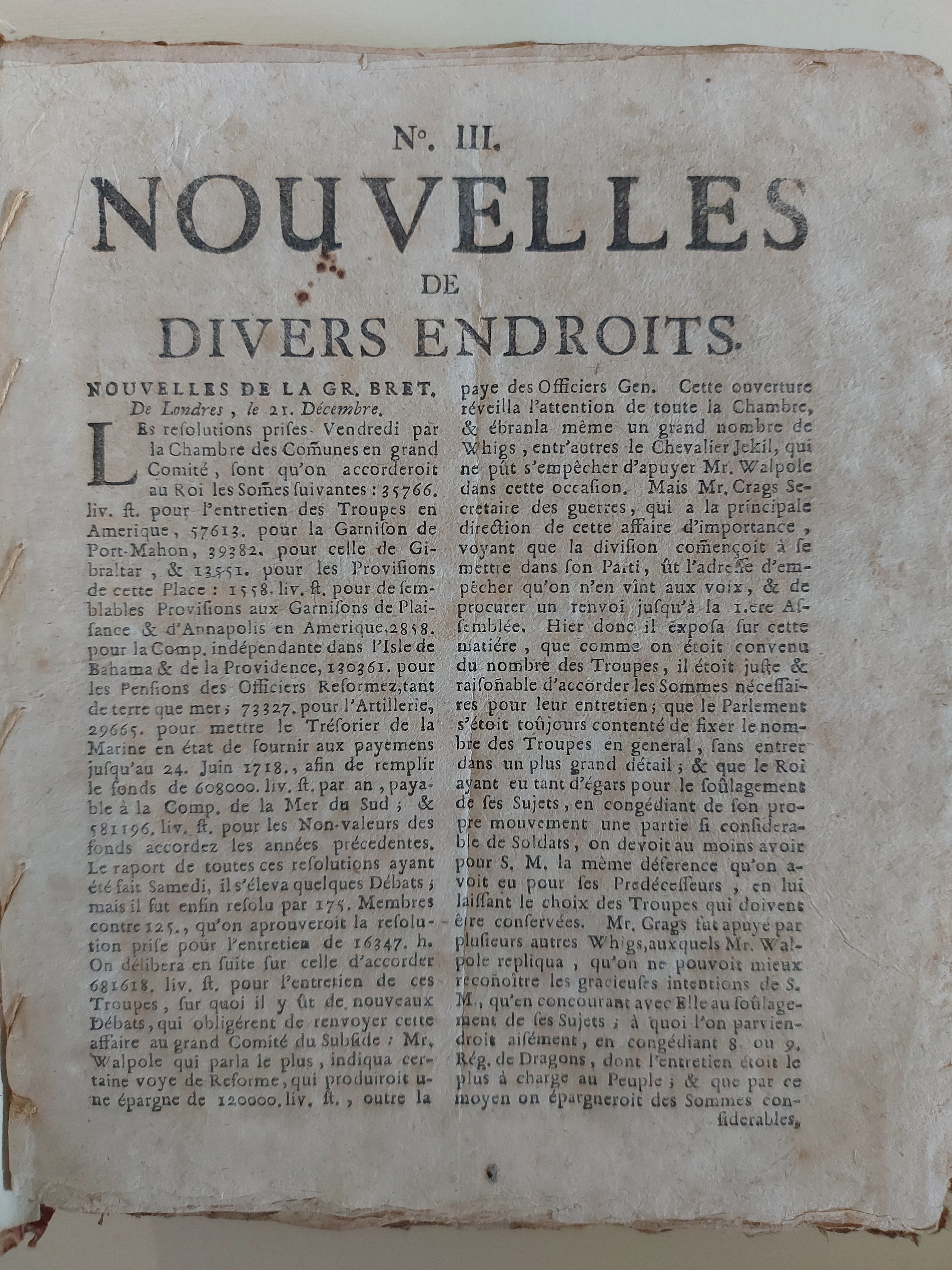
8. Januar 1718

Als der Patrizier Beat Fischer 1675 vom Staat Bern die Konzession für den Betrieb eines Postunternehmens erhielt, bekam er auch den Auftrag, die Obrigkeit mit Zeitungen aus dem Ausland zu versorgen. Auf dieser Basis stieg Fischer in das Zeitungsgeschäft ein und liess in Bern selber Zeitungen drucken. 1689 stellte er einen französischen Hugenotten als Redaktor an, der die neue Zeitung produzierte, die von 1689 bis 1798 zweimal pro Woche erschien. 
Es sind nur noch etwa zwei Drittel der publizierten Ausgaben in verschiedenen Bibliotheken verstreut vorhanden. Insgesamt existieren heute noch gut 40'000 Seiten, die von der Universitätsbibliothek Bern digitalisiert wurden.